# Никифор (Тур)
Никифор Тур († сентябрь 1599) — западнорусский церковный деятель, архимандрит Киево-Печерского монастыря, активный защитник православия.
Никифор Тур происходил из западнорусской знати. В 1588 году был посвящён в сан архимандрита Константинопольским патриархом Иеремией II, посетившим Киев по дороге в Москву.
На Брестском церковном соборе 1596 года Никифор Тур выступил против иерархов Киевской митрополии, которые объединились с Римом. Вопреки давлению киевского униатского митрополита Михаила Рогозы, пользовавшегося поддержкой польского короля, Никифор Тур своими решительными действиями не допустил переход Киево-Печерского монастыря в унию. Архимандрит вооружил монахов и монастырских крестьян, которые отразили две попытки униатов овладеть этим важнейшим центром русского православия в 1596 и 1598 годах. За эти действия Никифор Тур был предан униатами анафеме. Также благодаря его руководству Киево-Печерская лавра сумела сохранить за собой монастырские владения, на которые посягали как униаты, так и польские магнаты.
Поддерживал тесные отношения с православным князем Константином Острожским, а также другими православными антиуниатскими деятелями. Предполагается, что он участвовал в литературной полемике против унии, однако его труды впоследствии были утеряны или истреблены противниками. После смерти Никифора Тура в 1599 году его преемником в должности архимандрита Киево-Печерского монастыря был избран Елисей Плетенецкий.